# Getto w Augustowie

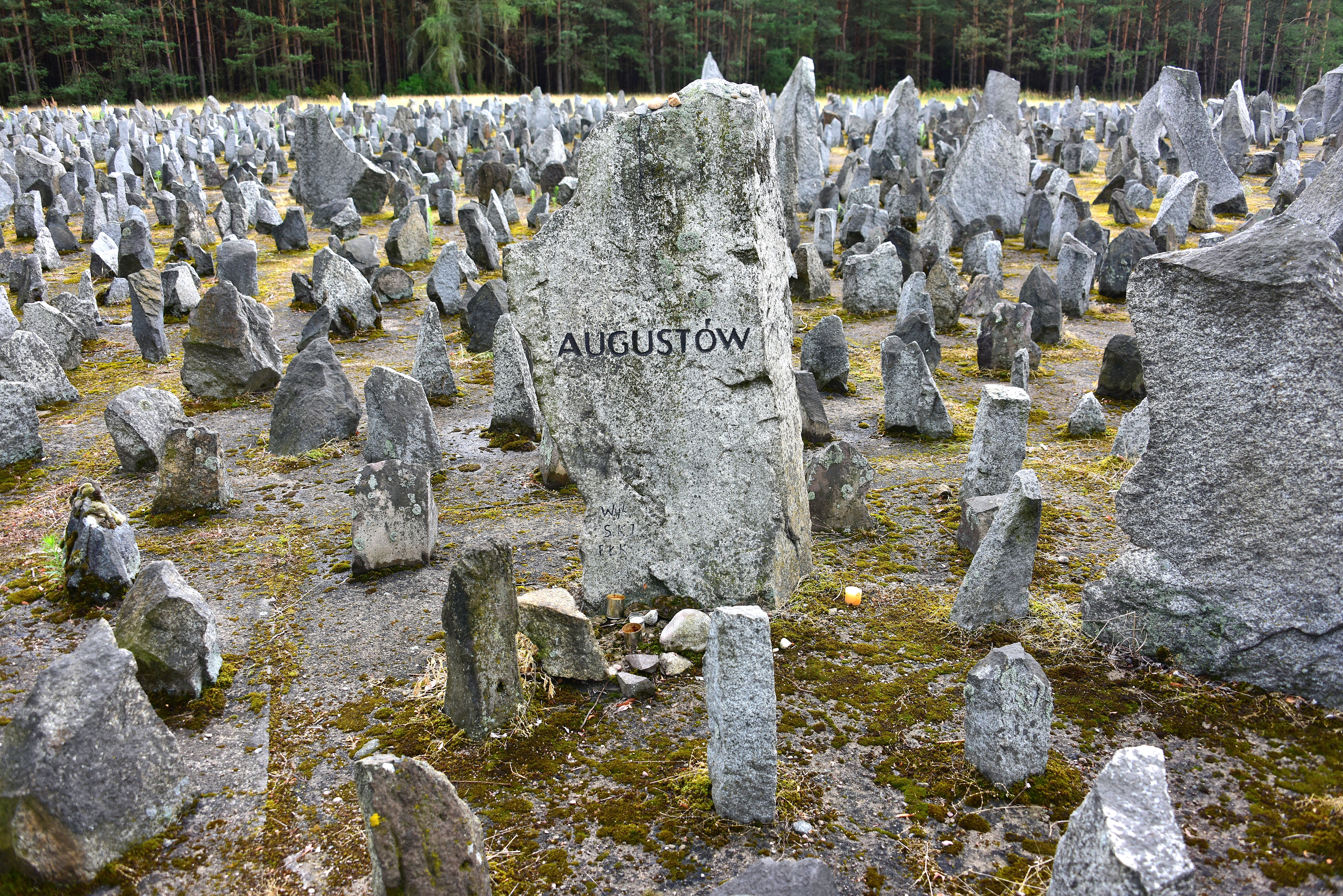
Pomnik Ofiar Obozu Zagłady w Treblince. Kamień upamiętniający Żydów z Augustowa

Getto w Augustowie – getto żydowskie w Augustowie, utworzone przez Niemców, istniejące w latach 1941–1942.

## Historia
Getto utworzono w sierpniu 1941 roku na terenie tzw. Baraków, umieszczono tam Żydów z Augustowa oraz z okolicznych wsi m.in. z Lipska i Sztabina.
Mieszkańcy pracowali w warsztatach rzemieślniczych, m.in. krawieckich, szewskich, stolarskich, a także wykonywali prace porządkowe na terenie miasta.
W dniu 2 listopada 1942 roku getto zostało zlikwidowane, a jego mieszkańców wywieziono do obozu przejściowego w Prostkach-Boguszach. Z obozu przejściowego w krótkim czasie zostali wywiezieni do obozów zagłady w Treblince i Auschwitz-Birkenau.

## Upamiętnienie
Żydzi z Augustowa zostali upamiętnieni jednym z kamieni z nazwą miasta, stanowiącym element pomnika Ofiar Obozu Zagłady w Treblince.